# 吹田市立江坂大池小学校
吹田市立江坂大池小学校（すいたしりつ えさかおおいけしょうがっこう）は、大阪府吹田市の公立小学校。

## 概要
1970年代以降、大阪万博開催や万博輸送アクセス路線としての大阪市営地下鉄御堂筋線（現Osaka Metro御堂筋線）・北大阪急行線開通などに伴い、従来田園地帯だった江坂地区の宅地化が急速にすすんだ。そのことに伴う児童数の急増のため、1979年に吹田市立豊津第二小学校から分離開校した。学校敷地は、宅地化のために役割を終えた農業用灌漑池・榎坂大池（江坂大池）を埋め立てて造成している。
1999年に文部省（現・文部科学省）から交流教育の事業校に指定されたことをきっかけに、大阪府立吹田支援学校との交流を実施している。

## 沿革
- 1979年4月1日 - 現在地に開校。
- 1979年11月15日 - 開校式を実施。
- 1981年2月1日 - 校歌を制定。
- 1988年4月8日 - 吹田市教育委員会から、情操教育推進校に指定される。
- 1989年4月1日 - 大阪府教育委員会から、異年齢集団育成の研究校に指定される。
- 1999年4月1日 - 文部省から交流教育の研究推進校に指定される（2000年度まで）。

## 通学区域
- 吹田市 江坂町2丁目の一部、江坂町3丁目・4丁目の全域。

卒業生は基本的に吹田市立豊津西中学校に進学する。

## 交通
- Osaka Metro御堂筋線・北大阪急行 江坂駅 北へ約1.2km。
- 北大阪急行 緑地公園駅 南へ約1.2km。
- 阪急千里線 豊津駅 西へ約1.5km。